# Al-Bajda (Hims)
Al-Bajda (arab. البيضة) – wieś w Syrii, w muhafazie Hims. W 2004 roku liczyła 670 mieszkańców.